# Jancsó Andrea Katalin
Jancsó Andrea Katalin (Pásztó, 1984–) magyar jogász, politikus. 2014-től ferencvárosi önkormányzati képviselő, a 2019-es önkormányzati választásokon a Momentum ferencvárosi polgármesterjelöltje.

## Magánélete és tanulmányai
Pásztón született 1984-ben. Szülei a Magyar Honvédség kötelékében szolgáltak.
Az ELTE Állam- és Jogtudományi Karán és a Panthéon Assas Paris II egyetemen a jogászképzést, valamint az ELTE Társadalomtudományi Karának nemzetközi tanulmányok szakát végezte el, utóbbit regionális területfejlesztési szakirányon.
2005 óta ferencvárosi lakos.

## Önkormányzati képviselőként
2014-ben a Lehet Más a Politika tagjaként Ferencvárosban önkormányzati képviselőnek választották meg.
Önkormányzati munkája során elsősorban az önkormányzati ingatlanvagyonnal és az ahhoz kapcsolódó ügyekkel foglalkozott. Működése kapcsán az összes önkormányzati ingatlan elidegenítése az értékbecsléssel együtt nyilvános. Munkája során fény derült több, a kerülettel szoros viszony ápoló politikus kedvezményes ingatlanbérlésére is. Ezen túl a kerület műemlékvédelmi helyzetével is foglalkozik.
A kerületi ingatlanügyek egyes részleteinek feltárása után az ügyészség hűtlen kezelés gyanújával nyomozást rendelt el. Bácskai János, Ferencváros polgármestere ezek után Jancsó Andrea Katalint és Baranyi Krisztinát kizárta a kerületi városfejlesztési és környezetvédelmi bizottságból. Bácskai nézetei szerint „a képviselő-testület nem a sajtó által kiszivárogtatásnak tekintett tevékenységet tartotta elfogadhatatlannak, hanem [...] az önkormányzat szándékos lejáratására törekvő sajtóhadjáratot” Jancsó ezzel szemben úgy véli, állításait minden esetben bizonyítékokra alapozta.
2015 és 2018 között az Ökopolisz Alapítvány kuratórium tagja volt.
2017-ben az LMP országos listájának 28. helyét kapta meg. Ugyanazon évben, az LMP belső konfliktusainak idején bejelentette, hogy kilép a pártból. Indoklása szerint ez nem az a párt, amihez korábban csatlakozott. Ezek után függetlenként folytatta önkormányzati munkáját.
2019-ben csatlakozott a Momentum Mozgalomhoz.
2019-ben három konkrét önkormányzati döntés kapcsán etikai vizsgálatot kezdeményezett ellene a párt. A vizsgálat végén Jancsót nem zárták ki a pártból, viszont a párt teljes ferencvárosi elnöksége lemondott. 2024. március 8-án újra kezdeményezték a Momentumból való kizárását. A párt elnökségének indoklása szerint szerint a képviselőnő akadályozta a párt és Baranyi Krisztina IX. kerületi polgármester közötti jó viszonyt. Jancsó a kizárási indítvány hírére kilépett a pártból. Indoklása szerint kizárása nem is azokról az ügyekről szól, amelyeket felhoztak ellene, hanem a polgármester melletti feltétel nélküli kiállás.

## Polgármesterjelöltként
A korábbi ellenzéki megállapodás értelmében Budapest IX. kerületében a Párbeszéd állíthat jelöltet. A Párbeszéd jelöltállítására nem került sor, de helyben az ellenzéki pártok egy része Jancsó Andrea indítását támogatja a ferencvárosi polgármesterválasztáson. Az MSZP, a DK, a Jobbik és az LMP egy része is támogatták indulását.
Mivel az ellenzéki oldalon egy másik polgármesterjelölt, a független Baranyi Krisztina is elindult, így Karácsony Gergely kerületi előválasztást szorgalmazott annak eldöntésére, hogy a hivatalban lévő polgármesterrel, Bácskai Jánossal (Fidesz-KDNP) szemben melyik jelölt induljon.
Az előválasztást Baranyi Krisztina nyerte 72%-kal. A részvétel 5%-os volt, ami előválasztáson magas aránynak számít. A szavazást a Civil Választási Bizottság bonyolította le, a szavazatokat Magyar György ügyvéd irodájában összesítették. Baranyi Krisztina utóbb a polgármesteri választást is megnyerte Bácskai Jánossal szemben 57,53%-os szavazati aránnyal.